# Бережной, Сергей Тимофеевич
Сергей Тимофеевич Бережной (1 мая 1927 — 20 марта 1988) — бригадир слесарей-монтажников по монтажу силовых установок керченского судостроительного завода «Залив» имени Б. Е. Бутомы, Герой Социалистического Труда.

## Биография
Родился 1 мая 1927 года в селе Нагольное Воронежской области. Затем с родителями переехал в село Новая Ивановка Нижнегорского района, а в 1952 году в город Керчь Автономной республики Крым. Член КПСС с 1960 года.
В мае 1945 года окончил курсы младших командиров и был награждён медалью «За победу над Германией».
Трудовую деятельность начал на заводе «Залив» в 1952 году учеником судосборщика. Участвовал в послевоенном восстановлении завода. В марте 1953 года — присвоена квалификация монтажника высшего разряда. В 1955 году был направлен по комсомольской путевке на восстановление шахт Донбасса. В 1958 году вернулся на завод «Залив». С 1968 года — бригадир слесарей-монтажников по монтажу силовых установок.
За годы своей трудовой деятельности в механосборочном цехе завода выполнял наиболее ответственные работы. Впервые в стране бригада С. Т. Бережного освоила и внедрила технологию монтажа главных судовых турбин, принимая самое деятельное участие в освоении строительства супертанкеров типа «Крым».
Несколько лет подряд С. Т. Бережного избирали депутатом городского Совета, доверили защищать права трудящихся в областном Совете народных депутатов, был членом парткома завода, горкома и Крымского обкома Коммунистической партии Украины.
Указом Президиума Верховного Совета СССР от 26 апреля 1971 года за досрочное выполнение заданий восьмой пятилетки Бережной Сергей Тимофеевич удостоен звания Героя Социалистического Труда.
Большая общественная и наставническая работа Бережного была отмечена золотым знаком Центрального Комитета комсомола «Наставник молодежи», званием лауреата премии имени Н. Бирюкова областного комитета комсомола. В 1972 году стал Почётным гражданином Города-героя Керчь . Избирался делегатом 26-го съезда Коммунистической партии Украины.
Умер 20 марта 1988 года.
Награждён двумя орденами Ленина, орденом Трудового Красного Знамени.